# Salorino
Salorino é um município da Espanha na comarca de Valência de Alcântara, província de Cáceres, comunidade autónoma da Estremadura. Tem 157,7 km² de área e em 2021 tinha 566 habitantes (densidade: 3,6 hab./km²).

## Demografia
| Variação demográfica do município entre 1991 e 2004 [carece de fontes?] | Variação demográfica do município entre 1991 e 2004 [carece de fontes?] | Variação demográfica do município entre 1991 e 2004 [carece de fontes?] | Variação demográfica do município entre 1991 e 2004 [carece de fontes?] |
| ----------------------------------------------------------------------- | ----------------------------------------------------------------------- | ----------------------------------------------------------------------- | ----------------------------------------------------------------------- |
| 1991                                                                    | 1996                                                                    | 2001                                                                    | 2004                                                                    |
| 971                                                                     | 891                                                                     | 775                                                                     | 777                                                                     |